# Hospital Royal Brompton
Royal Brompton Hospital é o maior centro médico especialista em coração e pulmão no Reino Unido. Ele é gerenciado por Guy's and St Thomas' NHS Foundation Trust.

## História

### Tuberculose no século XIX
No século XIX, consumpção era uma palavra comum para a tuberculose. Naquela época pacientes tuberculosos eram rejeitados de outros hospitais por que até então não tinha uma cura. Hospitais que lidavam com essas doenças ficaram conhecidos como  sanatório. Foi estimado em 1844 que das 60,000 mortes de cada ano em Inglaterra e Gales causadas por doenças, algumas 36,000 eram por tuberculose.

### O Início

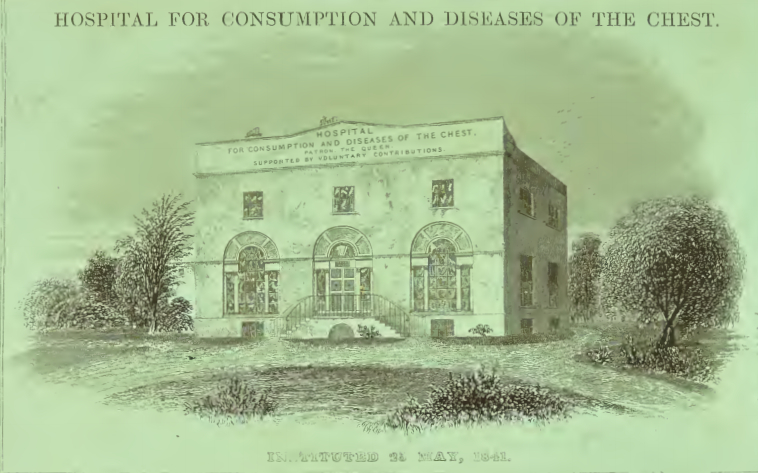
Hospital para tuberculose e doenças do tórax, próximo ao Hospital Real. Chelsea, 1841

O hospital foi fundado durante a década de 1840 por um grupo liderado por Philip Rose, a primeira reunião pública para promover a proposta para o hospital ser convocado foi em 8 de Março de 1841. Ela foi conhecida como O Hospital para tuberculose e doenças do tórax. Ela fundiu em 25 de Maio de 1841 com The West London Dispensary for Diseases of the Chest, que foi sediada em 83 Wells Street, perto de Oxford Street. Em 28 de Março de 1842, uma parte ambulatória do hospital foi inaugurada em 20 Great Marlborough Street. Mais tarde naquele ano  eles adquiriram um arrendamento na sua primeira construção para internados no The Manor House, Chelsea,que tinha space para 20 leitos e os primeiros internados foram acolhidos em 13 de Setembro de 1842. Admissão era pelo então método tradicional   de recomendação pelos Governantes e subscritos.

### Financiamento
Igual outros hospitais daquela época, o hospital seria financiado inteiramente de doações caritativas, heranças e arrecadação de fundos. Rose viajou o pais para explicar os objetivos do hospital, estabelecendo 14 associações provinciais, 157 igrejas prometeram fazer pregações especiais como um meio de arrecadamento de fundos. O cantor famoso, Jenny Lind também deu concertos, incluindo um em Her Majesty's Theatre em Julho de 1848, que arrecadou  £1,606. Além de Philip Rose, os apoiadores iniciais  incluía Queen Victoria, que tornou-se em patrona,com uma uma subscrição anual de £10.

### A mudança para Brompton

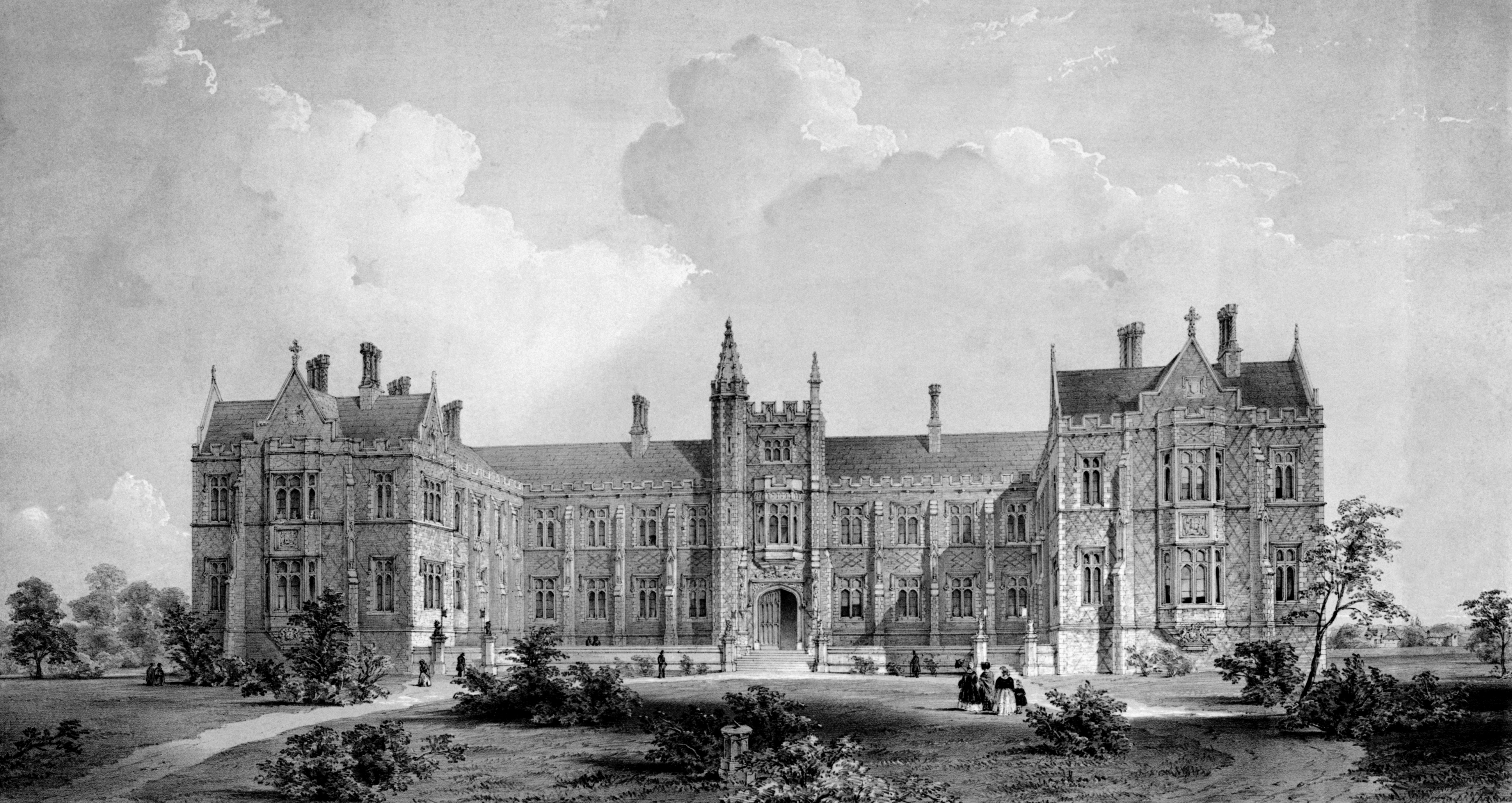
Uma vista do hospital logo após sua inauguração

A área conhecida como Brompton era nada mais do que uma vila cercada por horticultura, mas desenvolveu-se rapidamente na década de 40. O hospital adquiriu um local de horticultura de uma caridade para construir um novo hospital, com o arquiteto Frederick John Francis. A fundação para a ala oeste foi em for 11 de Junho de 1844 por Príncipe Albert, o Príncipe Consorte. Uma das características da construção foi a inclusão de ventilação por ar quente forçado numa tentativa de criar uma temperatura mais comum nas latitudes do sul . O custo total para a ala oeste e parte do centro foi £11,762. A primeira admissão de pacientes foi em 1846, enquanto a ala leste foi finalizada em 1852.
O medico comitê médico do hospital comissionou um pequeno  sanatório em Bournemouth que foi desenvolvido por E B Lamb e foi inaugurado como o Royal National Sanatorium for Diseases of the Chest em 1855.
O hospital adquiriu casas no lado sul do Brompton Road em 1868 com um plano de conectar a construção principal com um túnel, que foi completo em 1872. O hospital continuou a comprar casas no lado sul e eventualmente desenvolveu o local para tornar-se no bloco sul do Brompton, que foi oficialmente inaugurado pelo Presidente da corporação, The Earl of Derby em 13 de Junho de 1882. Sem a herança da Senhorita Cordelia Angelica Read, de alguns £100,000 o hospital poderia nunca ser construído. A construção era numa forma de "E" e construído com tijolo vermelho e pedra Ancaster . O porão tinha uma sala de ar comprimido e um banho turco Também tinham instalações para um grande departamento ambulatório, salas para funcionários que moram no hospital e uma sala de palestra e dez alas contendo de 1 a 8 camas. O custo total foi de £65,976.

### Sanatório Frimley
Em 13 de Setembro de 1900 o hospital Royal Brompton adquiriu 20 extensões (com 80mil m) de floresta plantada  em Chobham Ridge (que é 120 macima do nível do mar), e 3.2 km da Frimley Estação ferroviária por £3,900. O hospital foi construído com quatro alas com formato de cruz. A inauguração oficial do sanatório foi em 25 de Junho de 1904 com a cerimonia realizada pelo Príncipe de Gales (futuro Rei Jorge V), mas por causa de problemas pendentes a cerca do aquecimento, encanação e funcionário os primeiros pacientes não foram admitidos até Março de 1905.
Marcus Paterson, que foi um médico residente em Brompton de 1901, aceitou um cargo em Frimley em 1905,tornando-se em um superintendente médico em Janeiro de 1906. Paterson era conhecido por dizer, "melhorar a suas [os pacientes] condições físicas faria eles mais resistentes a doença." Para este fim ele introduziu o que era uma das primeiras tentativas de reabilitação sistemática, que envolvia pacientes fazer exercício físico.
O sanatório continuou aberto como um local ambulatório para saúde mental no século XXI.ele fechou em 2014 e o local foi vendido para desenvolvimento de moradia.

### Desenvolvimentos posteriores

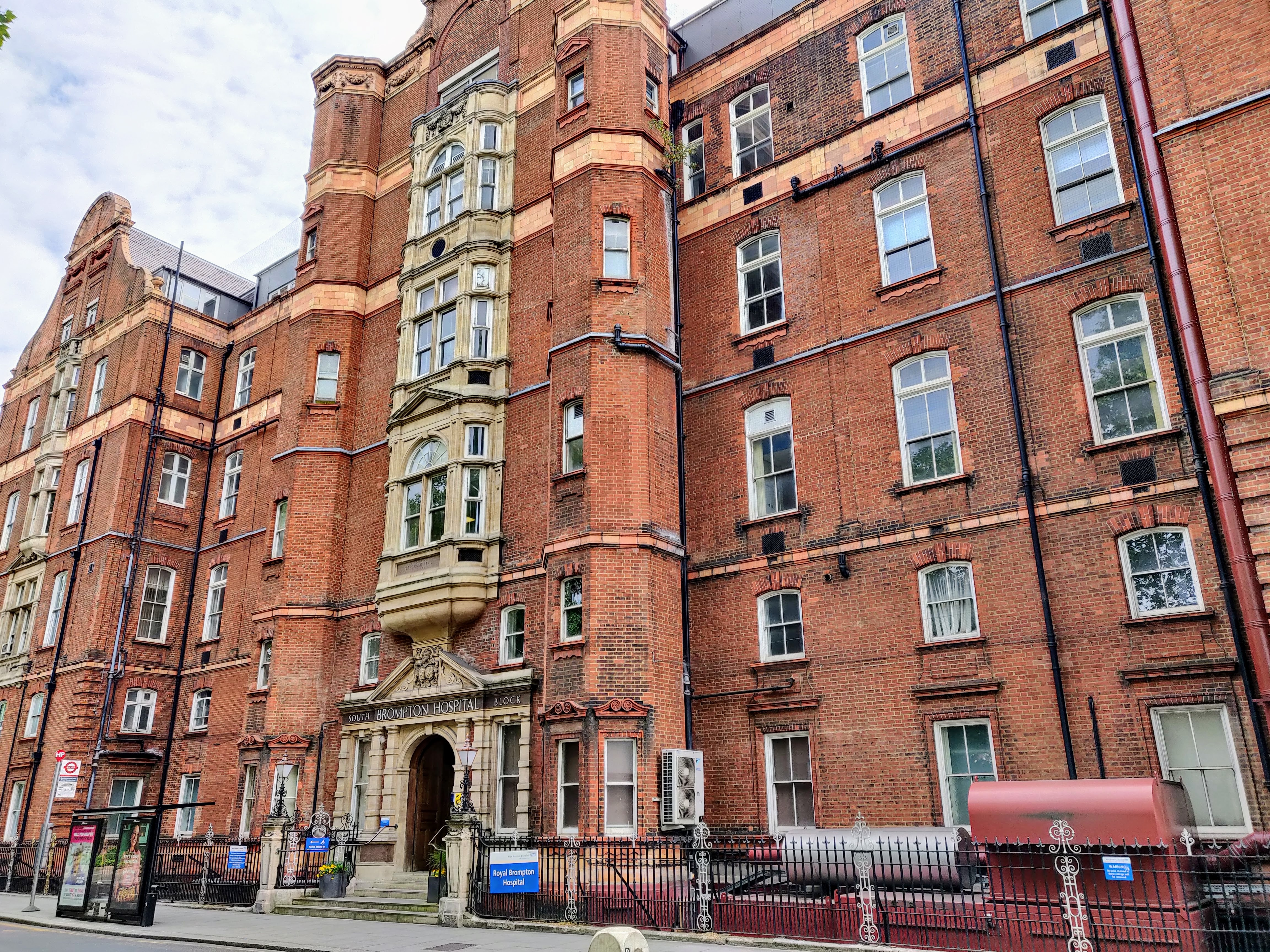
Fulham Wing

O Hospital Royal Brompton foi danificado extensivamente por bombardeamento alemão durante a Segunda Guerra Mundial;ele entrou para o Serviço nacional de saúde em 1948. Um grande centro de pesquisa foi criado para o hospital num local antes ocupado por St Wilfred's Convent em Cale Street em 1985.
O Brompton Fountain foi fundado como uma caridade registrada em 2005 para apoiar pacientes pediátricos do hospital e suas famílias.
O National Institute for Health Research (NIHR) fundou um sindicato de pesquisa respiratória biomédica em Hospital Royal Brompton em Julho de 2010 e um sindicato de pesquisa biomédica cardiovascular em Novembro de 2010. Então,em Novembro de 2011, o Hospital Royal Brompton foi nomeado como um dos cinco únicos hospitais no país que ofertam a Oxigenação por membrana extracorporal para adultos em uma iniciativa que posiciona a Inglaterra como um dos principais países no mundo para provisão deste tratamento.

## Médicos e enfermeiras notáveis associados ao Brompton
Médicos e enfermeiras notáveis associadas com o hospital incluem:
- James Laidlaw Maxwell, Médico
- John Scott Burdon-Sanderson, Médico
- R. F. Patrick Cronin Cardiologista
- Sir William Fergusson, FRS, Consultor cirúrgico, 1843–1876
- Malcolm Green, Médico
- Sir Richard Quain, Médico, 1848–1855
- Robert Knox, Médico, 1856–1862
- Sir Joseph (later Lord) Lister, Consultor cirúrgico, 1891–1912
- Ivan Magill, anestesista, 1921-
- David Southall pediatra
- Sir Roger Gilbert Bannister, Atleta e neurologista, Membro Junior dos funcionários do hospital
- Sandy Denny, Can, começou treinamento como enfermeira,na metade da década de 60
- Shantilal Jamnadas Mehta, (1905–1997) cirurgião indiano e premiado do Padma Bhushan
- Sir Magdi Habib Yacoub, Fundação de coração Inglesa Professor de cirurgia Cardíaca